# شهرستان گرین (کنتاکی)
شهرستان گرین، کنتاکی (به انگلیسی: Green County, Kentucky) یک سکونتگاه مسکونی در شرق ایالات متحده آمریکا است که در کنتاکی واقع شده‌است.